# Claude Duval (film)
Claude Duval è un film muto del 1924 diretto da George A. Cooper.

## Produzione
Il film fu prodotto dalla Gaumont British Picture Corporation.

## Distribuzione
Distribuito dalla Gaumont British Distributors, il film uscì nelle sale cinematografiche britanniche nell'aprile 1924.